# Uriah Duffy (musicista)
Uriah Duffy (Wakefield, 31 luglio 1975) è un tecnico del suono, compositore e musicista statunitense, noto soprattutto per le sue numerose collaborazioni in ambito pop (Christina Aguilera e Alicia Keys) e rock, nonché come ex membro degli Whitesnake Nel 2021 realizza il suo primo album solista..

## Biografia
Nato nel 1975, venne chiamato Uriah in onore della band heavy metal Uriah Heep. Ha svolto per un lungo periodo il ruolo di tecnico del suono in gruppi quali Pat Travers Band e Asia.  Dopo aver collaborato con Christina Aguilera nell'album Stripper,fu bassista degli Whitesnake, fece anche parte per un breve periodo dei My Soliloquy, ed attualmente è il bassista della band californiana di rock progressivo Points North.

## Discografia (come musicista)

### Solista
- 2021 - Nothing is Gonna Stop Us

### Whitesnake
- 2008 - Good to Be Bad

### Point North
- 2012 - Road Less Travel
- 2015 - Point North

### Ron Thal Band
- 1998 – Hands

### My Soliloquy
- 2017 - Engines of Gravity

### Collaborazioni
- 2002 - Even Closer - Goapele
- 2002 - Stripped - Christina Aguilera
- 2003 - The Diary of Alicia Keys - Alicia Keys
- 2003 - Brothafromanuthaplanet - Soul Folk
- 2004 - He Takes a Lot of Ball - Pat Travers
- 2004 - Rebel Soul Music - Marthin Luther
- 2005 - Jasmine Trias - Jasmine Trias
- 2006 - Illuminate - Latrice
- 2008 - Heart Touch - Keno Mapp
- 2012 - Sorry to Bother You - The Coup